# Data Soft PCS 80
Data Soft PCS 80 (PCS 80) је био кућни рачунар фирме Data Soft који је почео да се производи у Француској од 1977. године.
Користио је Zilog Z80 / Intel 8080 као микропроцесор. RAM меморија рачунара је имала капацитет од 32 KB (до 64 KB). 
Као оперативни систем кориштен је CP/M.

## Детаљни подаци
Детаљнији подаци о рачунару PCS 80 су дати у табели испод.
|                       |                         |
| [ 1 ]                 |                         |
| Произвођач            |                         |
| Тип                   | кућни рачунар           |
| Меморија              | 32 (до 64 )             |
| Поријекло             | Француска               |
| Година                | 1977                    |
| Тастатура             |                         |
| Процесор              | 8080                    |
| Фреквенција процесора | непознато               |
| RAM                   | 32 (до 64 )             |
| ROM                   | непознато               |
| Текст                 | 80 x 24                 |
| Графика               | none                    |
| Боја                  | монохроматски показивач |
| Звук                  | непознато               |
| Димензије             | непознато               |
| Портови               |                         |
| Оперативни систем     |                         |